# Приманы

Изображение на щитах приманов согласно Notitia Dignitatum.

Приманы (лат. Primani) — палатинский легион Поздней Римской армии, существовавший с IV по V век.
Приманы сражались против алеманнов под командованием цезаря Галлии Юлиана в сражении при Аргенторате в 357 году. Они были размещены в середине второй линии римского строя с тремя палатинскими ауксилиями с левого фланга и тремя другими, среди которых находились Регии и Батавы, с правого фланга. Во время боя первая римская линия прогнулась под давлением алеманнской пехоты, которая напала на приманов. Солдаты сопротивлялись и контратаковали, заставив врага обратиться в бегство.
Notitia Dignitatum, документ, описывающий гражданские и военные должности в Западной Римской империи приблизительно на 420 год, а в Восточной Римской империи примерно на 395 год, фиксирует существование младших Приманов под командованием комита Британии, являвшихся комитатом при магистре пехоты Галлии, а другие Приманы под командованием магистра презентальных войск Востока.